# Комбинированные микроисточники тепловой и электрической энергии
МикроТЭЦ (Комбинированные микроисточники тепловой и электрической энергии) — это вариант реализации широко распространенной в настоящее время идеи когенерации энергии для одно/многосемейных домов и малых офисных зданий.

## Обзор
Поскольку в большинстве случаев потребители одновременно нуждаются в двух видах энергии: тепловой и электрической, возникли комбинированные теплоэлектростанции (ТЭЦ), также называемые «когенерационными». Пользуясь тем фактом, что все системы производства электрической энергии, основанные на сжигании топлива, имеют максимальную эффективность в условиях, продиктованных законами термодинамики, ТЭЦ используют в качестве источника тепла т. н. отбросное тепло процесса производства электрической энергии. Отбросное тепло уносится газообразными продуктами сгорания, которые могут полностью обеспечить нагрев систем с низкотемпературными потребностями. Отбросное тепло может быть также использовано для производства дополнительного количества электрической энергии в комбинированном цикле, но это не всегда практично. По существу, ТЭЦ пользуются постоянно возрастающей популярностью в промышленном сообществе, поскольку способны повысить общую энергетическую эффективность использования топлива.
Например, в исключительно генерирующих системах, таких как традиционные электростанции, поставляющих потребителям электроэнергию, только приблизительно треть потенциального тепла первичного энергетического источника (уголь, природный газ или уран) доставляется потребителю, несмотря на то, что эффективность может быть чуть ниже у старых станций и значительно выше у новых. Напротив, ТЭЦ обычно преобразуют по меньшей мере две трети, а часто до 90 % тепла первичного источника энергии в полезные виды энергии, такие как производство электричества, пара, горячей воды или в отопление. Пока индустрия извлекает значительную выгоду от ТЭЦ, некоторые особенности, которые делают их привлекательными для промышленности, служат барьером для индивидуального использования этой технологии.
Подавляющее большинство когенерационных систем используют в качестве топлива природный газ. Это связано с его дешевизной (хотя цена растёт в последние годы), чистотой сжигания, доступностью его на многих территориях и лёгкостью транспортирования по уже проложенным трубопроводам ко многим домам. Вдобавок природный газ может сжигаться в газовых турбинах, которые используются на большинстве крупных и малых ТЭЦ, что связано с их высокой эффективностью, малыми размерами, чистотой сжигания и минимальными эксплуатационными расходами. Кроме того, газовые турбины, сконструированные с применением фольгированных подшипников и воздушного охлаждения, работают без масляной смазки и охлаждающих агентов. Наконец, отбросное тепло продуктов сгорания газовых турбин обыкновенно в них и утилизируется, тогда как отбросное тепло главной альтернативы для малых систем — поршневых машин — распределяется между их утилизирующей и охлаждающей системами.
Влияние ТЭЦ, особенно небольших, для жилых домов и малого бизнеса, в будущем будет возрастать, если цены на природный газ будут продолжать расти. Хотя отбросное тепло электростанций, использующих в качестве источника энергии биомассу, солнечную энергию, уголь, дизельное топливо, другие тяжёлые нефтепродукты и атомную энергию, может быть использовано для когенерации, такие источники энергии менее пригодны, более трудны для транспортирования, более дороги для домашнего использования и, в случае с атомной энергией, непрактичны и небезопасны. Исключая атомную и солнечную энергию, эти виды топлива сгорают значительно менее чисто, чем природный газ, и требуют значительно более дорогого контроля над загрязнениями. Наконец, из всех перечисленных, только дизельное топливо может быть использовано в газовых турбинах и поршневых двигателях, дешевизна, небольшие размеры и эффективность которых делают выбор в их пользу для небольших когенерационных установок.

## МикроТЭЦ
Важнейшее отличие микроТЭЦ от их крупномасштабных родственников состоит в режимах работы. В большинстве случаев промышленные ТЭЦ в первую очередь производят электрическую энергию, а тепло — в качестве побочного продукта. Напротив, микроТЭЦ, которые работают в домах и небольших коммерческих зданиях, удовлетворяют потребности в тепловой энергии, генерируя электроэнергию как побочный продукт. Из-за этой особенности режима работы и колебаний потребления электричества структурами, которые стремятся использовать микроТЭЦ (жилые дома и небольшие коммерческие здания), микроТЭЦ будут часто генерировать электричество в больших количествах, нежели требуется потребителю.
На сегодняшний день микроТЭЦ привлекательны для потребителей благодаря «нетто-измерительной» модели («генерация-и-перепродажа»), при которой сгенерированная энергия, превосходящая мгновенную собственную потребность, реализуется в энергосистему. Основные потери, связанные с передачей от источника к потребителю, будут обычно меньше, нежели потери при местном аккумулировании энергии или её генерировании с меньшей, чем пиковой, мощностью. Итак, чисто с технической точки зрения «нетто-измерительная» модель очень эффективна.
Другим положительным моментом этой модели является то, что она очень легко конфигурируется. Электрические счётчики пользователей способны столь же легко регистрировать исходящую мощность, как и потребляемую домом или бизнесом. По существу они регистрируют «чистое» количество энергии, потреблённое домом/офисом. В энергосистемы с относительно небольшими микроТЭЦ не требуется вносить конструктивные изменения. В США федеральное законодательство (а также нормы многих штатов) требует от коммунальных операторов компенсировать каждому возвращенную им в сеть мощность. С точки зрения сетевых операторов эти требования представляют собой операционную, техническую и административную обузу. Как следствие, большинство сетевых операторов компенсируют стоимость непромышленным производителям энергии в меньшей или равной степени, нежели они реализуют её своим потребителям. Компенсационная схема может показаться на первый взгляд почти справедливой, она только означает для потребителей снижение себестоимости на сумму неприобретённой коммунальной энергии в сравнении с истинной стоимостью генерации и услуг операторов. Таким образом, с точки зрения операторов микроТЭЦ, «нетто-измерительная» модель не идеальна.
Пока «нетто-измерительная» модель — очень эффективный механизм использования избыточной энергии, сгенерированной микроТЭЦ. Она не лишена критики. Главные аргументы критиков: первый состоит в том, что пока главный источник генерации для энергосистем — большие коммерческие генераторы, «нетто-измерительные» генераторы «сбрасывают» энергию в сеть случайно и непредсказуемо. Однако, эффект незначителен, если только небольшая доля потребителей генерирует электричество и каждый из них генерирует относительно небольшое количество энергии. Когда включается духовка или обогреватель из сети поступает приблизительно такое же количество электроэнергии, какое вырабатывает домашний генератор. Если же процент домовладений с генерирующими системами будет увеличиваться, то их вклад в энергосистему может стать значительным. Тогда координация генерирующих систем в домах и поддержка сети может стать необходимой для устойчивого функционирования и предотвращения её повреждения.

## Технологии
МикроТЭЦ основаны на нескольких различных технологиях:
- Двигатель внутреннего сгорания
- Двигатель Стирлинга
- Паровой двигатель
- Турбина
- Топливный элемент

## Состояние рынка
Великобритания — в настоящее время наиболее развитый рынок микроТЭЦ в Европе и, вероятно, в мире. Он оценивался в пределах 1,000 микроТЭЦ по состоянию на 2002. В первую очередь это Whispergen (двигатели Стирлинга), и Senertec Dachs (поршневые двигатели). Рынок поддерживается правительством законодательным путём. Некоторые правительственные исследования получали средства через Energy Saving Trust and Carbon Trust, общественное самоуправление также поддерживает энергоэффективность в Великобритании. 7 апреля 2005 правительство Великобритании снизило НДС с 17,5 % до 5 % для микроТЭЦ, в порядке поддержки спроса на эту технологию за счёт существующих, экологически менее безопасных. Снижение НДС на 12,5 % стало эффективной субсидией для микроТЭЦ против традиционных систем, которая будет помогать становиться им более конкурентоспособными и существенно продвигают продажи установок в Великобритании.  Из 24 миллионов домовладений Соединённого Королевства от 14 до 18 миллионов задумываются об оборудовании собственной микроТЭЦ.

## Внешние ссылки
- Мини- и микроТЭЦ — Состояние рынка и план развития
- Модернизация электроэнергетики России на период до 2020 года
- Проекты микроТЭЦ в Нидерландах
- Ускорение и развитие микро- и мини-когенерации
- CSMonitor: Они обогревают. Они снабжают энергией. Они будущее домашней энрегетики?
- МикроТЭЦ: информация, продукция, экономика, публикации
- Мировой альянс за децентрализованную энергию